# کورونل اوویدو
کورونل اوویدو (به اسپانیایی: Coronel Oviedo) شهری در کشور پاراگوئه، ناحیه کاگواسو است که جمعیت آن در سرشماری سال ۲۰۰۲ میلادی ۴۸٫۷۷۳ نفر بوده‌است.